# Jean Ferréol
Jean Ferréol MER (* 27. Dezember 1808 in Cucuron, Frankreich; † 3. Februar 1853) war ein französischer Bischof der Pariser Mission in Korea.

## Leben.
1838 weihte man ihn zum Priester der Pariser Mission und er wurde 1839 in die Mission nach Chosun geschickt. Papst Gregor XVI. ernannte ihn am 14. August 1843 zum Titularbischof von Belline und Apostolischen Vikar von Korea. Am 31. Dezember 1843 wurde er von Emmanuel-Jean-François Verrolles, dem Apostolischen Vikar der Mandschurei, zum Bischof geweiht. Er starb im Alter von 44 Jahren.